# Rezerwat przyrody Ostrowy nad Brynicą
Rezerwat przyrody Ostrowy nad Brynicą – leśny rezerwat przyrody w gminie Górzno, w powiecie brodnickim, w województwie kujawsko-pomorskim. Leży w granicach Górznieńsko-Lidzbarskiego Parku Krajobrazowego.
Zajmuje powierzchnię 2,06 ha. Został powołany Zarządzeniem Ministra Leśnictwa i Przemysłu Drzewnego z 28 lipca 1962 roku (M.P. z 1962 r. nr 68, poz. 316). Według aktu powołującego, rezerwat utworzono w celu zachowania ze względów naukowych i dydaktycznych fragmentu lasu mieszanego z udziałem lipy drobnolistnej oraz z bogatym skupiskiem roślin kserotermicznych.
Głównym zbiorowiskiem leśnym na terenie rezerwatu jest grąd subkontynentalny, na niewielkiej powierzchni występuje też łęg jesionowo-olszowy.
Obszar rezerwatu podlega ochronie ścisłej.